# سبنسر كروغ
سبنسر كروغ هو كاتب أغاني ومغني كندي، ولد في 4 مايو 1977 في بينتيكتون في كندا.

## وصلات خارجية
- سبنسر كروغ على موقع ميوزك برينز (الإنجليزية)
- سبنسر كروغ على موقع ميوزك برينز (الإنجليزية)
- سبنسر كروغ على موقع أول ميوزيك (الإنجليزية)
- سبنسر كروغ على موقع أول ميوزيك (الإنجليزية)
- سبنسر كروغ على موقع ديسكوغز (الإنجليزية)
- سبنسر كروغ على موقع ديسكوغز (الإنجليزية)